# 黒駒勝蔵
黒駒 勝蔵（くろこまの かつぞう、1832年（天保3年） - 1871年11月26日（明治4年10月14日）？）は、幕末の侠客、尊王攘夷派の志士。本名：小池 勝蔵（こいけ かつぞう）。

## 略歴

### 出生から博徒時代

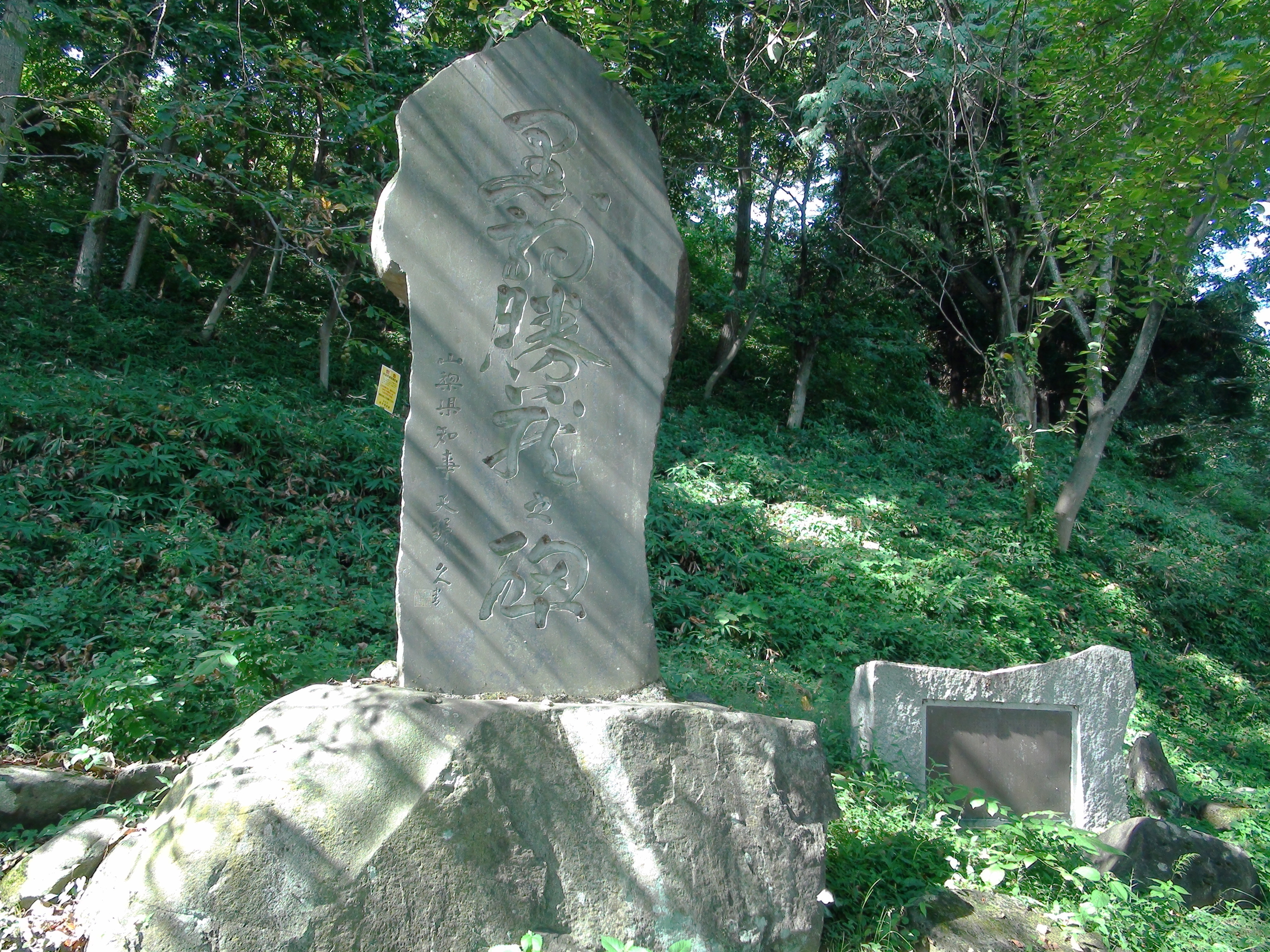
生誕地上黒駒にある黒駒勝蔵記念碑
山梨県知事天野久書（2010年9月撮影）

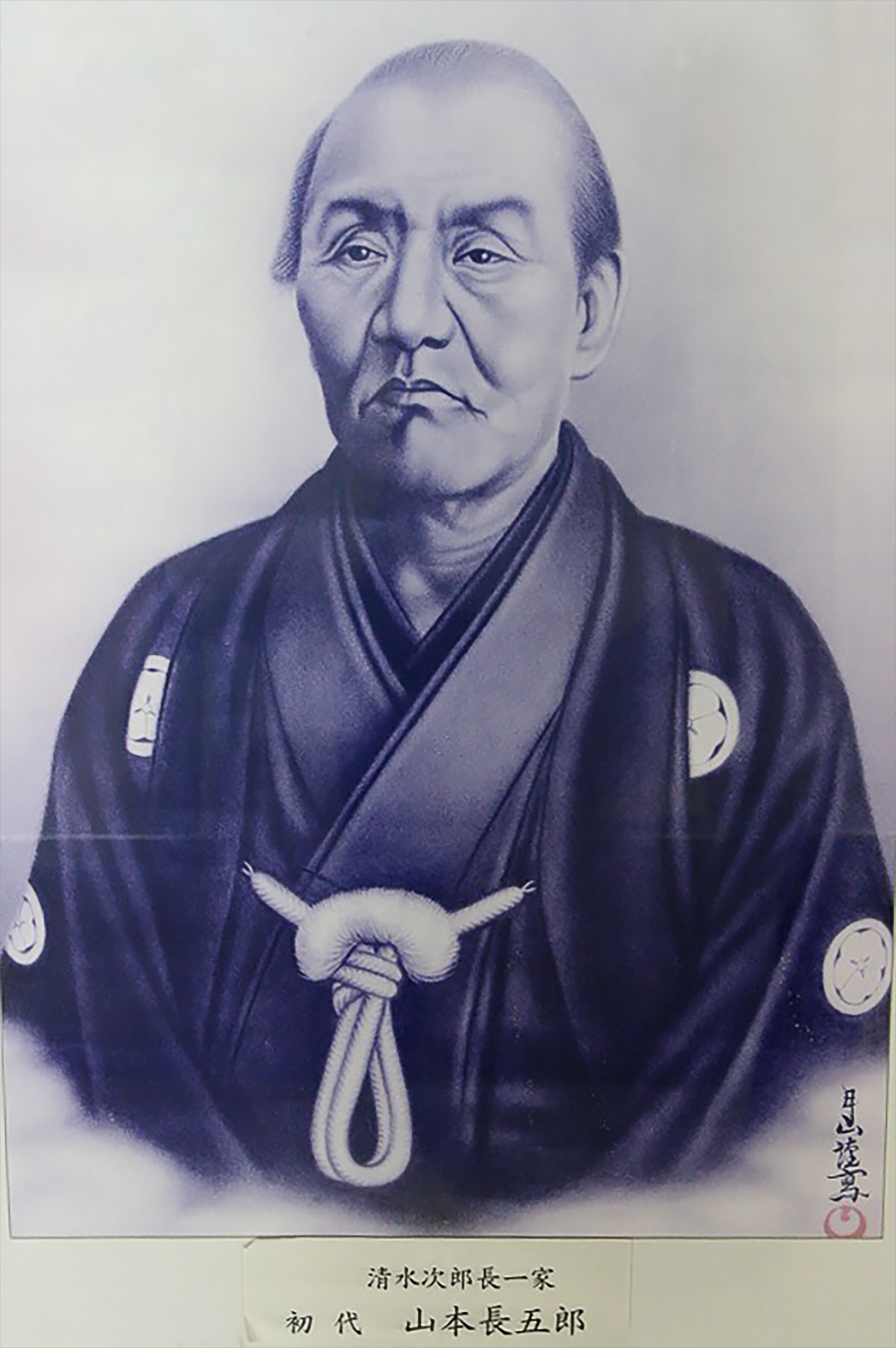
清水次郎長（山本長五郎）

黒駒勝蔵は甲斐国八代郡上黒駒村若宮（現山梨県笛吹市御坂町上黒駒）の名主・小池嘉兵衛の次男として生まれた。
幼少期には村内にそびえる神座山に鎮座する檜峯神社（ひみねじんじゃ）の神主・武藤外記が嘉永5年（1852年）に開いた私塾・振鷺堂（しんじゅどう）に学ぶ。勝蔵は後年に尊皇攘夷運動に参加していることから、武藤外記・藤太親子の国学思想に影響を受けたとする説もある。
安政3年（1856年）7月に勝蔵は生家を出奔し、竹居村（笛吹市御坂町竹居・笛吹市八代町竹居）の中村甚兵衛の子分となる。竹居村は上黒駒村の隣村で、上黒駒蔵と同じく石和代官支配で、檜峯神社の神領も分布している。竹居安五郎は中村甚兵衛の弟にあたる。
この頃、甲斐国では甲府の三井卯吉とその子分である国分三蔵・祐天仙之助が勢力を持ち、三井卯吉の勢力が中村兄弟や鴨狩津向村の津向文吉らの博徒勢力と敵対していた。津向文吉は富士川舟運を活動域とし、駿河の清水次郎長と同盟している。
嘉永2年（1849年）には津向文吉が捕縛され、八丈島へ遠島となり博徒間抗争から脱落する。さらに、嘉永4年（1851年）には竹居安五郎も捕縛され、伊豆国新島へ遠島となる。これにより甲斐国では三井卯吉とその配下の国分三蔵・祐天仙之助の勢力と敵対する博徒が存在しない空白期に入った。
嘉永6年（1853年）6月8日には、アメリカ合衆国のマシュー・ペリー率いる艦隊が江戸へ来航していた隙をついて、竹居安五郎が新島から島抜けを実行し、甲斐へ戻り勢力を回復する。安政4年（1857年）正月には、甲府で三井卯吉が敵対する小天狗亀吉ら博徒の連合部隊により殺害される事件が発生する。黒駒勝蔵は安政3年（1856年）7月に中村甚兵衛の子分となり、両者の間で同盟関係を結ばれる。これにより甲斐国では竹居安五郎・黒駒勝蔵と国分三蔵・祐天仙之助が敵対する構図で抗争が展開された。
勝蔵は中村家の有力子分として上黒駒村戸倉を拠点に一家を構え、国分三蔵・祐天仙之助と抗争を繰り広げつつ、安五郎を探索する甲州代官や関東取締出役の手代とも対決する。文久元年（1861年）3月頃には金川河原において国分三蔵との間で出入が発生する。以後、国分三蔵とは数次にわたる出入を繰り広げている。
勝蔵は甲斐国外の駿河・伊豆・伊勢の博徒とも関係を深め、駿河の宮島年蔵や伊豆の赤鬼金平・大場久八、伊勢の丹波屋伝兵衛と同盟を結んでいる。文久元年10月、東海道の菊川宿（静岡県島田市菊川）において、駿河の博徒・清水次郎長と伊豆下田の赤鬼金平の手打ち式が行われる。勝蔵はこの手打ち式に金平派として出席しており、このとき次郎長とも対面している。文久2年（1862年）には、竹居安五郎が石和代官所手代により捕縛され獄死する。勝蔵は安五郎の手下を黒駒一家としてまとめ、上黒駒村戸倉を拠点に甲州博徒の大親分として勇名を関八州に轟かせた。
文久3年（1863年）3月15日、勝蔵は勝沼の祐天仙之助宅と国分三蔵宅を襲撃するが、祐天はいち早く逃亡し、三蔵は用意していた鉄砲で勝蔵一党を撃退する。なお、三蔵は従来これ以降は消息不明とされていたが、後述する新出史料の発見により、在地において明治維新期まで活動していたことが指摘される。
同年、勝蔵は東海道筋へ入り、清水次郎長の勢力圏である駿河岩淵河岸や興津宿を襲撃した。5月10日には天竜川で次郎長・大和田友蔵連合と対陣するが干戈を交えず引き上げた。同年6月6日、勝蔵は三河国の博徒・雲風亀吉のもとに潜伏していたが、次郎長による襲撃を受けて子分5名を殺害された。
元治元年（1864年）4月より甲斐へ戻り、兵器・要員を調達し、甲府勤番よりその動向を注視されていたが、10月17日夜、竹居安五郎の敵である犬上郡次郎の居場所であった勝沼町等々力の萬福寺を急襲し、郡次郎の首を上げた。郡次郎を殺害すると、以降、役人や敵対する博徒の追尾をかわしながら、御坂山地に潜伏した。
慶応元年（1865年）7月に石和代官所が大規模な山狩りを行うと、甲斐国外へ逃れる。慶応2年（1866年）4月6日には荒神山の出入が発生する。
世田谷領代官大場家文書には、慶応2年6月付の勝蔵一党50名の人相書「関東御取締歎願甲州集盗人相書」が残っており、勝蔵が大人数の手勢と共に東海道を徘徊していたことがうかがえる。この人相書では、勝蔵自身は「中丈にて色白し」としか記録されておらず、その身体的特徴を十分に伝えているとは言えないが、同行した兄弟分、子分らの出自、人相、年齢が詳細に知られるという点で貴重な史料である。

### 勝蔵の明治維新

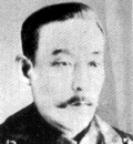
四条隆謌

勝蔵は尊皇攘夷の影響を受けているとされ、高橋敏は上黒駒蔵の神主である武藤家が尊皇攘夷思想の影響を受けた国学塾を開いており、勝蔵に影響を与えた可能性を指摘している。『元治甲子 官武通紀』収録の元治元年（1864年）4月に甲府代官・加藤余十郎が上黒駒村近辺の情勢を調査した探索書によれば、甲斐では勝蔵が浪士とともに甲府城を占領する計画を立てていたとする噂を記している。
勝蔵は甲斐を離れると、岐阜の水野弥太郎のもとに潜伏する。
慶応4年（1868年）正月に黒駒一家を解散し、「小宮山勝蔵」の変名を用いて、弥太郎の子分も入隊していた草莽隊の赤報隊に入隊する。
勝蔵は官軍側について戊辰戦争に参加しているが、赤報隊は「偽官軍」として新政府軍に処罰され、隊長の相楽総三は処刑され、水野弥太郎も捕縛され獄死している。このため赤報隊は解散となり、勝蔵は京都で四条隆謌に随行する徴兵七番隊（のち第一遊撃隊）に入隊し、「池田勝馬」の変名を名乗る。『檜峰神社　武藤家日記』慶応4年4月5日条・同4月28日条では勝蔵上洛中の様子を伝え、八王子の甲州屋与衛門の子で後に江戸深川八幡の神主古屋家の養子となり、京都で白川家の役人となった「古川但馬守」の存在を記している。古川は勝蔵の従兄弟にあたる人物で、勝蔵が四条隆謌に随行した背景には古川との関係があった可能性が考えられている。
慶応4年5月には駿府、江戸を経て、仙台戦争に従軍する。
戊辰戦争の終結後、明治3年（1870年）の兵制改革で勝蔵の所属していた徴兵七番隊は解散される。『山梨県史』（旧県史）明治3年（1870年）11月・明治5年（1872年）2月条によれば、勝蔵はそれ以前に甲斐へ戻り、新政府に甲斐の黒川金山の採掘を願い出て事業に着手している。黒川金山は甲州市塩山上萩原に所在する金山で、戦国時代に開発されていたが江戸時代初期には採掘量が減少し、閉山されていた。翌明治4年（1871年）2月2日、勝蔵は脱隊の嫌疑で捕縛され入牢し、同年10月14日に山梨県甲府市酒折近くの山崎処刑場で斬首された（「黒駒勝蔵口供書」）。勝蔵の処刑は秘密裏に執行されたと見られているが、処刑日に関して個人蔵の「黒駒勝蔵紙位碑」では勝蔵の命日を明治4年2月7日と異なる日付を記しており、勝蔵が入牢した段階で死亡したものと判断し位牌に記した可能性が考えられている。

## 人物

### 黒駒勝蔵と那須信吾

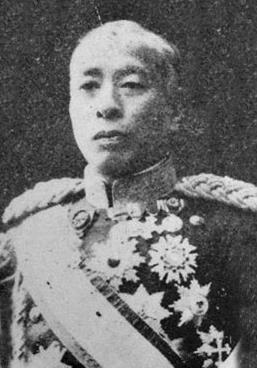
田中光顕

1913年（大正2年）に甲州財閥の一人である堀内良平により記された『勤王侠客　黒駒勝蔵』には、勝蔵と土佐藩の郷士・那須信吾（1829年 - 1863年）との関わりを示す逸話を記している。那須信吾は伯爵・田中光顕の叔父にあたり、土佐勤王党に加わり文久2年（1862年）5月6日に同志とともに土佐藩参政の吉田東洋を暗殺している。那須信吾はその後長州藩へ亡命し、文久3年（1863年）8月17日には大和国で天誅組の変に加わり、同年9月24日に戦死している。
『勤王侠客　黒駒勝蔵』はフィクションでありつつも聞き取り調査を行った成果を用いて記している。同書によれば文久2年（1862年）に那須信吾が「石原幾之進」を変名を名乗り勝蔵のもとを訪れ、同年9月まで滞在し勝蔵に天誅組の変に加わることを奨めたという。同書によれば、田中光顕は同書を読んで那須信吾の足跡が明らかになったことを喜び、1926年（大正15年）1月10日に堀内は静岡県蒲原の田中邸を訪れると田中から謝意を受ける。その際に田中は親交のある徳富蘇峰が1918年（大正7年）から国民新聞に連載を開始していた『近世日本国民史』完成への助力を依頼され、堀内を介して甲州財閥の根津嘉一郎と徳富を結びつけるきっかけにもなったという。

### 黒駒勝蔵の肖像
山梨県笛吹市御坂町上黒駒に所在する黒駒勝蔵の菩提寺である称願寺には勝蔵の肖像画が伝来している。勝蔵の肖像は寸法が縦86.9センチメートル、横56.3センチメートル。年代は不詳であるが、軸の裏側に「寄進 為菩提勤王侠客黒駒勝蔵之」と記されており、勝蔵と天皇との関わりを強調している。

### もう一人の「勝蔵」
『坂田家御用日記』に拠れば、安政4年（1857年）正月に甲府で竹居安五郎・黒駒勝蔵と敵対する三井卯吉が対立する博徒の連合部隊によって殺害される事件が起こり、卯吉の殺害犯の一人に和泉村（南アルプス市和泉）の無宿「勝蔵」がいるが、これは黒駒勝蔵とは別人であると判断されている。
また、八代郡夏目原村（御坂町夏目原）の河野家資料には「口上」と題された、年未詳「寅ノ極月廿六日」の日付を持つ上黒駒ノ正覚院宛て、同村売主「勝蔵」の書簡がある。内容は「身代金ノ義」。
「口上」は「舌代」「口演」とともに近世期の山梨県地域文書で多く確認されるもので、「一寸」の語が多用され本来口頭で伝えるべき簡易的な内容を文書で伝えた性格のものであると考えられている。髙橋修はこれを「一寸状（ちょっとじょう）」と定義し、一寸状が頻繁にやりとりされる半径5 - 6キロメートル程度の範囲を「一寸状圏」と定義している。
河野家資料「口上」に記される「上黒駒ノ勝蔵」が黒駒勝蔵と同一人物であるかは慎重視されているが、夏目原村は上黒駒村から「一寸状圏」の範囲内であり、さらに竹居安五郎の竹居村、黒駒勝蔵子分の綱五郎の塩田村（笛吹市一宮町塩田）も「一寸状圏」に含まれる点から、一寸状の分析は勝蔵など博徒の活動を考察する上でも注目されている。

## 新発見の史料に見る勝蔵
2013年（平成25年）には山梨県立博物館における企画展『黒駒勝蔵対清水次郎長-時代を動かしたアウトローたち-』展に際した調査活動により、勝蔵に関する新出史料が見出された。
これは八代郡夏目原村（笛吹市御坂町夏目原）の河野家に伝来した「河野家資料」の一部である二通の文書「無宿勝蔵・綱五郎動静ニ付書置」（便宜的に二点の文書を「A」、「B」と呼称される）。年記・署名はないものの、河野家当主によって作成された文書であると考えられている。内容は二通とも同様で、勝蔵とその子分の綱五郎が、勝蔵と同盟を結ぶ駿河の宮島年蔵（重太郎）の元に潜伏していることを伝えている。二通とも料紙の寸法が小さく粗悪な紙を用いており、これは秘密事項を記す目的であったためであると考えられている。
二通の文書によれば勝蔵・綱五郎は年不詳8月頃に宮島のもとを訪れ、綱五郎の縁者である上黒駒村の友吉も同行していたという。
二通の文書はほぼ同様の内容を記しているが、Aは詳しく事情を記しており、末尾には友吉の女房が語ったものであることが記されている。このためAの文書は特定の人物に宛てられたものではなく、備忘録としての書式であると考えられている。一方、Bの内容は潜伏先の情報提供者のみを記した簡易的なものであることが指摘される。
また、二通の文書には、「上黒駒村新宿 又次郎」の名が記されている。「又次郎」は、元治元年（1864年）に勝蔵が甲府城奪取を計画していたとする噂があったことを記した『官武通紀』に上黒駒村百姓として名が見られる人物で、勝蔵の協力者であったと考えられている。こうした事実から、髙橋修は黒駒勝蔵が各地に出没して清水次郎長と抗争を繰り広げ、明治維新期には浪士達と関係を深め赤報隊に身を投じることが出来た背景には、「又次郎」に代表される村落において支援者が数多くいたことを指摘している。
加えて、『黒駒勝蔵対清水次郎長』展に際した調査においては、同じ「河野家資料」から、勝蔵と敵対した国分村の国分三蔵に関する新出史料も発見されている。従来、国分三蔵は元治元年に勝蔵の襲撃を受けて以来消息不明とされていたが、「河野家資料」によれば三蔵は慶応3年（1867年）段階で石和代官領の一之宮村と田安家の中尾村との間に発生した紛争において仲裁を務めている。一之宮村は同じ石和代官領であった夏目原村に居住し郡中総代を務めていた河野家当主が側に仲裁を依頼していたのに対し、中尾村は田安家の目明し的存在であった三蔵に仲裁を依頼して、事態の解決を図っていた。このため、河野家当主と三蔵は対立関係にあった。なお、この紛争の結末は史料的制約から不明とされる。
黒駒勝蔵と国分三蔵は文久元年頃から激しく抗争を繰り広げているが、勝蔵・三蔵に関する新出史料の発見から、村落間の紛争において三蔵と河野家当主は敵対関係にあり勝蔵と交流関係を深め、このように博徒間の抗争は在地社会における村落間の紛争と連動していて展開されていたことが指摘される。

## 勝蔵を描いた作品
同時代では勝蔵を描いた文学作品に甲斐の書肆「甲西八滝板」から出版された「甲州黒駒勝蔵評判くどき」がある。「甲州黒駒勝蔵評判くどき」は勝蔵が岐阜の水野弥太郎のもとへ身を寄せ、池田勝馬と名を改め官軍に加わるまでの出来事を記している。「甲西八滝坂」については不明であるが慶応2年（1866年）に発生した水害について記した「新板出水くどき」などの出版物を刊行しており、富士川舟運に関係する現在の南アルプス市に所在した書肆であると考えられている。
近代における勝蔵に関する本格的評伝は、堀内良平が1943年（昭和18年）に軍事界社から出版した『勤王侠客 頃駒勝蔵』（『勝蔵伝』）がある。堀内は勝蔵と同じ上黒駒村の出身で、山梨県議会議員・衆議院議員を務め富士山麓電気鉄道（富士急行）を設立した実業家。堀内は『勝蔵伝』の執筆に際して現地における聞き取り調査などを行っており、今日では知り得ない情報を多く含んだ評伝となっている。また、これに先立つ1924年（大正13年）には『都新聞』で連載された松田竹の嶋人『黒駒の勝蔵』があり、同書の出版は堀内良平が松田に依頼し、関係資料を提供したという。
そのほか、勝蔵について描いた小説に、子母澤寛『富嶽ニ景-次郎長と勝蔵-』がある。子母澤寛は『勝蔵伝』の執筆に際した堀内良平の調査にも同行しており、『富嶽ニ景』は勝蔵を主人公に、富士山を挟んで対峙した勝蔵と清水次郎長を対比させた作品で、1965年（昭和40年）4月25日から同年10月15日まで、全172回にわたって読売新聞に連載された。原題は「次郎長と勝蔵」。単行本は東京文芸春秋新社より刊行された。
戦後には結城昌治による小説『斬に処す-甲州遊侠伝-』がある。1971年（昭和46年）、「週刊アサヒ芸能」5月6日号から12月21日号にかけて連載された。善玉清水次郎長、悪玉黒駒勝蔵という定説を覆した作品。1972年（昭和47年）1月、徳間書店より単行本として、1978年（昭和53年）に角川書店より「角川文庫」で、2000年（平成12年）に小学館より「小学館文庫」で出版された。

### その他関連作品
- 安五郎の若い頃を描いたテレビドラマ「甲州仁侠伝 俺はども安」に、子分として勝蔵も登場した。
- 萩原健一主演のテレビドラマ「風の中のあいつ」（1973年）も勝蔵側から描いた「異色作」（原作は前述の『冨嶽二景-次郎長と勝蔵-』(子母澤寛・作)）。
- 今川徳三『万延水滸伝』 - 吃安の牢死と、勝蔵の仇討を描く。
- テレビドラマ「竜馬におまかせ!」（1996年）では坂本龍馬の知り合いとして描かれ、同作品第6話では次郎長一家と対峙、その際 龍馬達に助けられている（なお、内容はコメディタッチで、浪曲や小説でのイメージは全く無い）。演じたのは相島一之。
- 本宮ひろ志『幕末紅蓮隊』 - 「黒駒村の勝蔵」として登場。赤報隊のエピソードもある。
- 愛川欽也監督・脚色・主演の映画『黒駒勝蔵　明治維新に騙された男』（2011年）
- 木内一裕『喧嘩猿』（講談社、2013年） ISBN 978-4-06-218435-9

### 黒駒勝蔵を演じた人物
- 清水次郎長（1971年、CX） - 露口茂
- 風の中のあいつ（1973年 - 1974年、TBS） - 萩原健一
- 時代劇スペシャル清水次郎長シリーズ（1981年 - 1983年、CX） - 名和宏
- 次郎長三国志東海道の暴れん坊（1988年、テレビ朝日） - 中村嘉葎雄
- 次郎長三国志（1991年、テレビ東京） - 山城新伍
- 清水次郎長物語（1995年、CX） - 石橋蓮司
- 次郎長三国志 勢揃い二十八人衆喧嘩旅!（1998年、テレビ朝日） - 石立鉄男
- 次郎長三国志（2000年、テレビ東京） - 風間杜夫
- ジロチョー 清水の次郎長維新伝（2010年、テレビ東京） - 佐野史郎